# Dominic Sena
Dominic Sena ((nascut el 26 d'abril de 1949) és un director de cinema i director de vídeos musicals nord-americà. Com a director de cinema, és més conegut per dirigir les pel·lícules Kalifornia (1993), Gone in 60 Seconds (2000), i Operació Swordfish (2001). Com a director de vídeos musicals, va dirigir vídeos musicals per a Richard Marx, Bryan Adams, Peter Cetera, Janet Jackson i Sting.

## Biografia
Sena va néixer a Niles (Ohio) d'herència italoamericana. La seva família prové de la ciutat de Bagnoli Irpino, Avellino, Itàlia. Com un dels fundadors de Propaganda Films, Sena va treballar principalment en vídeos musicals al començament de la seva carrera. Va dirigir diversos dels vídeos musicals que redefinien la imatge de Janet Jackson del seu àlbum Rhythm Nation 1814. El vídeo musical "Rhythm Nation" dirigit per Sena va guanyar el Premi Grammy al millor vídeo musical de llarga durada. Altres artistes pels quals Sena ha dirigit vídeos musicals inclouen Richard Marx, Tina Turner, Fleetwood Mac, Sheena Easton, Bryan Adams, Michael Bolton, Peter Cetera, E.G. Daily i Sting. Sena també va ser el director de fotografia de molts dels vídeos musicals que va dirigir.
El 1993, Sena va dirigir la seva primera pel·lícula, Kalifornia, protagonitzada per les futures estrelles de Hollywood Brad Pitt i David Duchovny. Tot i que la pel·lícula va obtenir bones crítiques, no va ser un èxit comercial i van passar set anys més abans que Sena tornés a posar-se darrere de la càmera.
L'any 2000, Sena va dirigir la pel·lícula Gone in 60 Seconds, amb Nicolas Cage, Angelina Jolie i Robert Duvall. Altres pel·lícules que ha dirigit inclouen Operació Swordfish (2001), Whiteout (2009) i En temps de bruixes (2011).

## Filmografia
- Kalifornia (1993)
- Gone in 60 Seconds (2000)
- Operació Swordfish (2001)
- 13 Graves (2006)
- Whiteout (2009)
- En temps de bruixes (2011)

## Videografia
- "I Need You", Maurice White (1985)
- "Say It, Say It", E.G. Daily (1986)
- "No Easy Way Out", Robert Tepper (1986)
- "Don't Walk Away", Robert Tepper (1986)
- "Shake You Down", Gregory Abbott (1986)
- "The Next Time I Fall", Peter Cetera & Amy Grant (1986)
- "Top Gun Anthem", Harold Faltermeyer & Steve Stevens (1986)
- "Big Mistake", Peter Cetera (1987)
- "Let's Wait Awhile", Janet Jackson (1987)
- "Listen to the Beat of a Heart", The Burns Sisters (1987)
- "Flash in Japan", Yazawa (1987)
- "Don't Mean Nothing", Richard Marx (1987)
- "The Pleasure Principle", Janet Jackson (1987)
- "Should've Known Better", Richard Marx (1987)
- "They Dance Alone", Sting (1987)
- "Little Lies", Fleetwood Mac (1987)
- "Victim of Love", Bryan Adams (1987)
- "Indian Summer", The Dream Academy (1987)
- "Don't You Want Me", Jody Watley (1987)
- "The Lover in Me", Sheena Easton (1988)
- "Why'd You Lie?", Colin James (1988)
- "Get to You", Dan Reed Network (1988)
- "Fragile", Sting (1988)
- "I Wish You Were Here", Tease (1988)
- "Don't Say It's Love", Johnny Hates Jazz (1988)
- "Don't Walk Away", Toni Childs (1988)
- "Satisfied", Richard Marx (1989)
- "Miss You Much", Janet Jackson (1989)
- "Rhythm Nation", Janet Jackson (1989)
- "I Don't Wanna Lose You", Tina Turner (1989)
- "Heartbeat of Love", Pia Zadora (1989)
- "Come Back to Me", Janet Jackson (1990)
- "Headlights on the Parade", The Blue Nile (1990)
- "Talk to Me", Anita Baker (1990)[4]
- "I'll Be Your Shelter", Taylor Dayne (1990)
- "More", The Sisters of Mercy (1990)
- "One Shot", Tin Machine (1991)
- "Love Is a Wonderful Thing", Michael Bolton (1991)
- "If", Janet Jackson (1993)